# Critérium Internacional de Blida
El Critérium Internacional de Blida es una carrera ciclista por etapas argelina. Creada en 2014, se disputa un día después del Circuito de Argel. Esta carrera forma parte desde su creación del UCI Africa Tour, en categoría 1.2.

## Palmarés
| Año  | Ganador              | Segundo             | Tercero             |
| ---- | -------------------- | ------------------- | ------------------- |
| 2014 | Marco Amicabile      | Mekseb Debesay      | Yonas Tekeste Haile |
| 2015 | Abdelbasset Hannachi | Mekseb Debesay      | Nassim Saidi        |
| 2016 | Nassim Saidi         | Jesús Alberto Rubio | Tesfom Okubamariam  |

## Palmarés por países
| País    | Victorias |
| ------- | --------- |
| Argelia | 2         |
| Italia  | 1         |